# 팽이

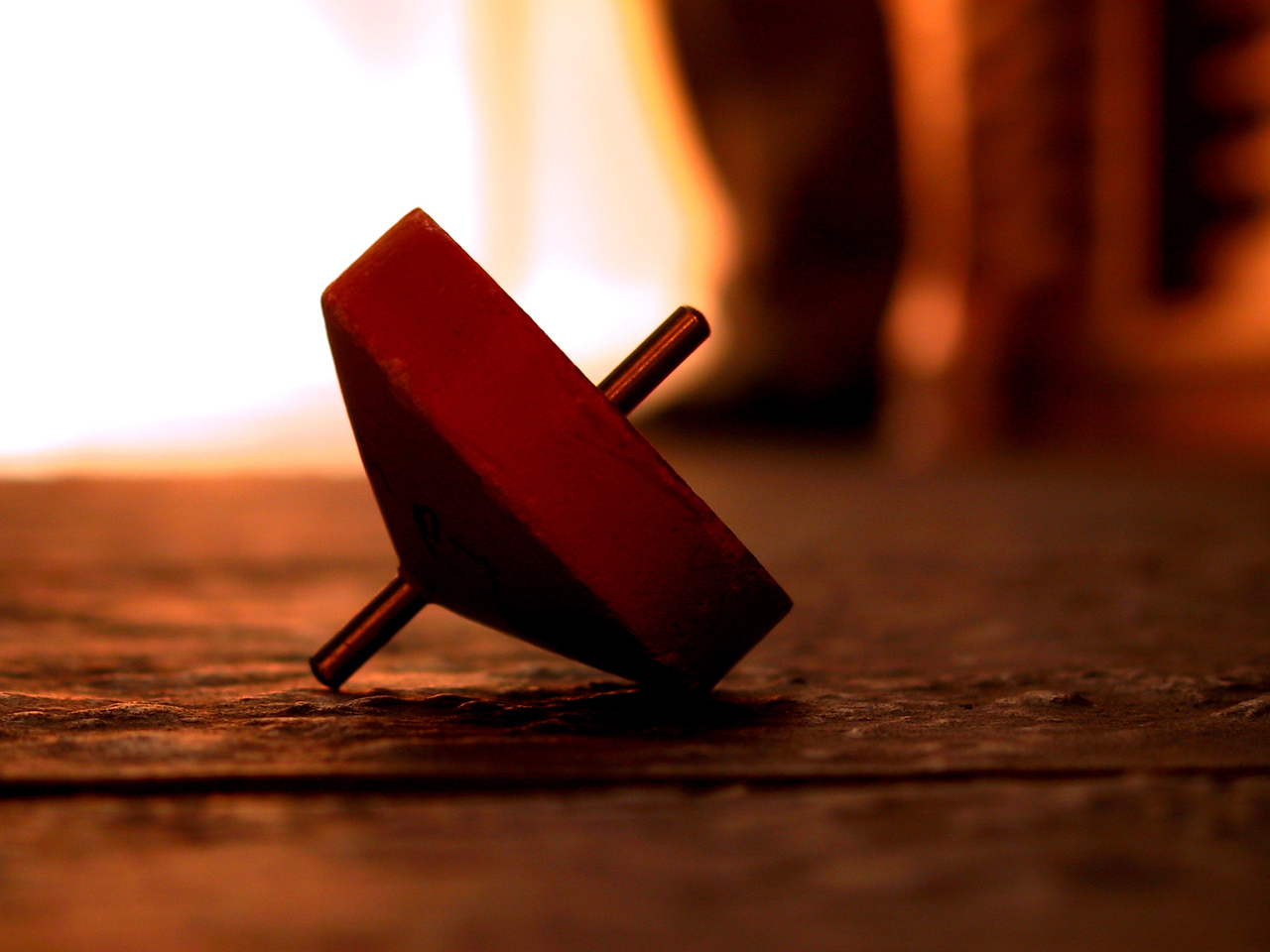
일본식 팽이

팽이는 어린이를 위한 장난감 중 하나로서, 하나의 고정된 축으로 균형을 잡고 회전한다.
팽이(spinning top)는 매우 오래 된 장난감으로, 여러 고대 유적지에서 발견되곤 한다. 도토리 따위를 돌리며 장난하던 놀이가 팽이라고 하는 장난감을 만들어 즐기는 놀이로 발전한 듯하다. 세계에서 가장 오래된 팽이는 고대 이집트에서 나무와 돌로 만든 것이라 한다. 역사적으로 팽이는, 놀이기구로의 용도 외에도 도박이나 예언의 용도로 쓰이기도 했다. 아직도 일부 롤플레잉 게임에서는 팽이를 주사위와 함께 사용하여 임의화된 결과를 만들기도 한다.
현재의 팽이는 자이로스코프와 베어링을 이용하여 회전시간이 극대화되도록 개량되었다. 또한, 2001년에 대한민국에서 한일 합작 애니메이션 《탑블레이드》와 함께 출시된 탑블레이드가 인기를 끌면서 다시 인기를 모았다.

## 역사
세계 각국에는 다양한 모양의 팽이가 존재 하는데 이중 중국에서는 당나라시대에 유행하던것이 대한민국에는 삼국시대에 넘어와서 이것이 다시 일본으로 전해졌다. 720년(성덕왕 19년)에 쓰여진 《일본서기》에 팽이가 일본으로 전해졌다는 기록이 나온다.

## 각국의 팽이

### 대한민국의 팽이

#### 나무팽이
나무팽이는 10cm 정도의 단단한 나무토막을 깎아 만들고 50cm 정도 되는 싸리나무등에 노끈이나 당나무껍질을 붙인 나무채를 사용한다. 주로 겨울철에 얼음판 위에서 가지고 놀며 돌고 있는 팽이를 나무채로 계속 쳐서 누구 팽이가 오래 도는지를 겨룬다.

#### 줄팽이
축은 쇠로 되어 있고 몸통은 주로 단단하고 속이 꽉 찬 플라스틱으로 만들어진다. 줄을 팽이에 감은 후 던져 팽이를 돌린다. 놀이 방법은 주로 팽이싸움의 형식이며 평지에서 줄로 팽이의 밑부분을 밀어가며 상대방의 팽이에 부딪혀 먼저 쓰러뜨리는 쪽이 이긴다. 줄로 팽이를 들어 상대방의 팽이를 찍기도 한다.

### 일본의 팽이

#### 고마(こま)
3cm정도의 나무를 깎아 만든 팽이로 손이나 줄로 돌린다. 놀이 방법은 큰 그릇에 천을 느슨히 덮은 후 고정시켜 만든 놀이판위에 팽이를 돌려 상대방의 팽이를 밖으로 튕겨 내거나 먼저 쓰러지게 하는 쪽이 이긴다. '베이고마'라는 팽이가 유명한데 '조가비팽이'라는 뜻으로 조가비에 납물을 부어 만든다.

## 놀이
팽이는 박달나무처럼 무게있고 단단한 나무의 한쪽 끝을 뾰족하게 깎은 것으로, 40-50cm 길이의 헝겊이 달린 채로 쳐서 회전운동을 시켜 논다. 처음에는 손으로 돌리기만 하다가 나중에는 채찍으로 때려 회전운동을 시키는 방법을 쓰게 되었는데, 대한민국에는 고려 시대에 들어왔다. 팽이치기 방법으로는 대개 다음과 같은 것들이 있다.
- 팽이싸움：두 사람이 서로 자기의 팽이를 돌리다가 신호에 따라 동시에 상대방 팽이와 함께 부딪혀 넘어뜨린다.
- 멀리치기：미리 정한 선 위에서 신호에 따라 동시에 각자 팽이를 멀리 날려 그 거리와 오래 도는 시간을 겨룬다.
- 오래돌리기：신호에 따라 팽이를 쳐서 누구의 팽이가 오래 도는가를 겨룬다.
- 빨리 돌아오기：출발점에서 동시에 팽이를 치면서 나가 정해진 목표물을 누가 빨리 돌아오는지를 겨룬다.
- 부딪혀 돌아오기：팽이를 몰고 나가 장애물에 힘껏 부딪히고 되돌아와서 오래 도는 팽이가 이긴다.

## 같이 보기
- 탑블레이드
- 피젯 스피너
- 너클본스
- 요요

## 참고 문헌
- 이 문서에는 다음커뮤니케이션(현 카카오)에서 GFDL 또는 CC-SA 라이선스로 배포한 글로벌 세계대백과사전의 내용을 기초로 작성된 글이 포함되어 있습니다.

## 팽이 만화
- 탑블레이드
- 메탈파이트 베이블레이드
- 메탈파이트 베이블레이드 ZEROG
- 베이블레이드 버스트
- 최강!탑플레이트